# Municipio de Batopilas
El Municipio de Batopilas de Manuel Gómez Morín es uno de los 67 municipios que conforman el estado mexicano de Chihuahua. Se encuentra situado en lo profundo de la Sierra Madre Occidental, en la zona de la Barranca del Cobre. Su cabecera es el antiguo Mineral de Batopilas, situado en el fondo de una barranca y famoso en antaño por su riqueza minera.

## Geografía
El municipio de Batopilas se encuentra en la región de la Sierra de Chihuahua, tiene una extensión territorial de 2140.811 kilómetros cuadrados; sus coordenadas geográficas extremas son 26° 35' - 27° 17' de latitud norte y 107° 20' - 108° 03' de longitud oeste. Su altitud fluctúa entre un máximo de 2 800 y un mínimo de 300 metros sobre el nivel del mar.
Limita al este con el municipio de Guachochi, al sur con el municipio de Morelos y al noroeste con el municipio de Urique. Al suroeste limita con el estado de Sinaloa, en particular con el municipio de Choix.

### Orografía e hidrografía

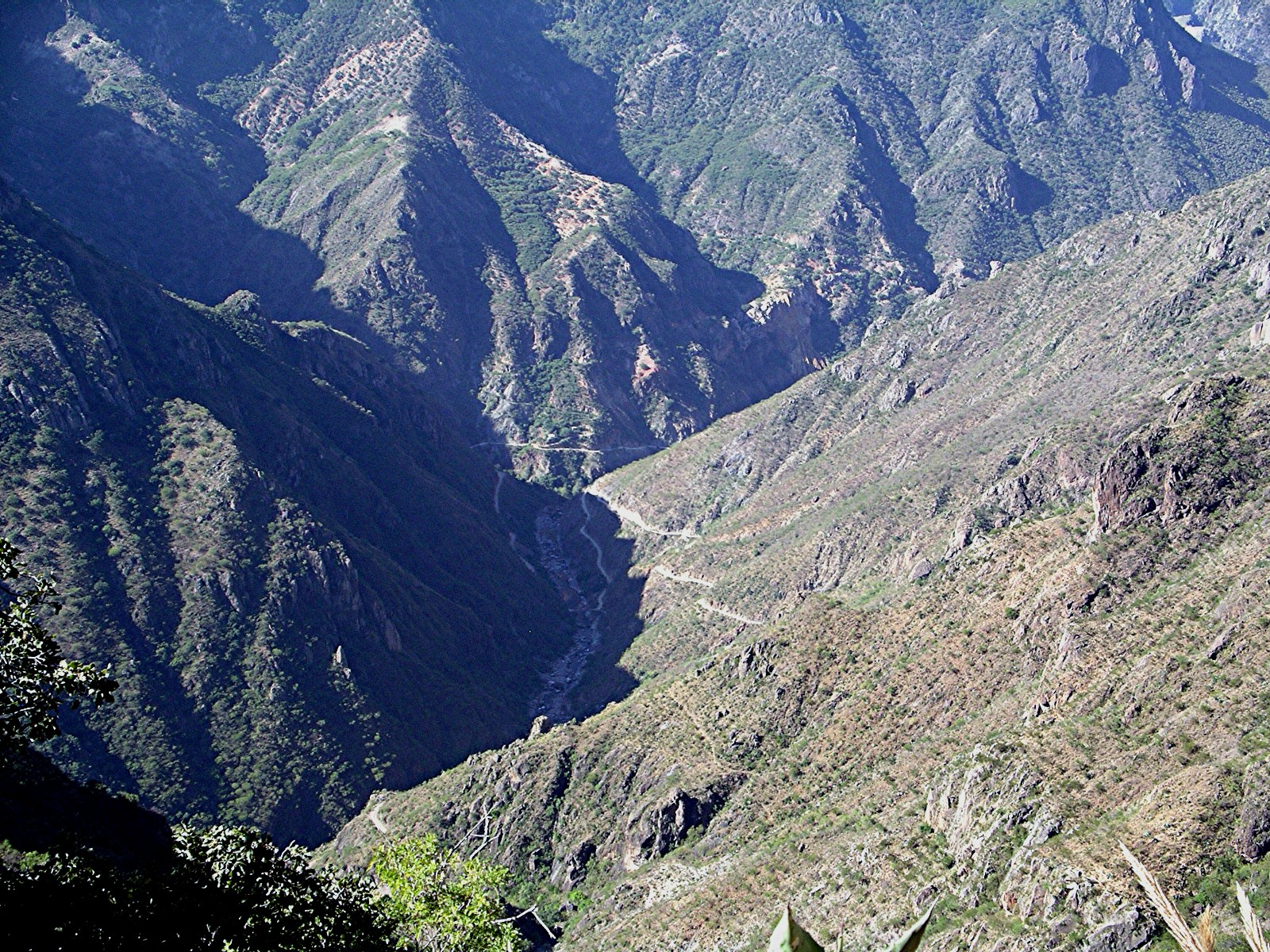
Orografía del municipio, al fondo de la barranca la cabecera municipal.

El territorio es sumamente accidentado cruzado por altas montañas y profundas barrancas que descienden de la sierra hacia el estado de Sinaloa. Sus corrientes pertenecen a la vertiente del Pacífico, su principal río es el río San Ignacio del cual es tributario el Río Batopilas y a su desemboca el río Fuerte, en Sinaloa.

### Clima y ecosistemas
Debido a las diferencias de altitud el clima del municipio es sumamente contrastante, en las zonas altas de las montañas es muy frío y la temperatura va aumentando conforme se desciende, hacia el fondo de las barrancas, donde se registra un clima tropical, a la altitud de la cabecera municipal de 501 m s. n. m. se registran temperaturas máximas de 46.3 °C y mínimas de 1 °C y una humedad de hasta el 75%.
En la zona alta las flora la representan el pino y el encino, mientras que en la zona baja, árboles tropicales como aguacate, plátano, limón, guayaba, guayacán o palo brasil. La fauna más representativa está conformada por venado, jabalí, puma, codorniz, etc.

### Recursos naturales
Minería, con yacimientos de oro, plata, plomo y cobre e industria forestal.

## Demografía
Según el Censo de Población y Vivienda de 2020 realizado por el Instituto Nacional de Estadística y Geografía, la población del municipio de Batopilas es 11 270 habitantes, de los cuales 49.7% son hombres y 50.3% son mujeres.

Principales localidades

| Gráfica de evolución demográfica de Municipio de Batopilas entre 1980 y 2010             |
|                                                                                          |
| Fuente Instituto Nacional de Estadística y Geografía - Elaboración gráfica por Wikipedia |

### Localidades
En el censo de 2020 el municipio de Batopilas contaba con 398 localidades.
| Código INEGI      | Localidad                       | Población (2020) |
| ----------------- | ------------------------------- | ---------------- |
| 080080001         | Batopilas de Manuel Gómez Morín | 932              |
| Otras localidades | Otras localidades               | 10 338           |
| Total municipal   | Total municipal                 | 11 270           |

## Gobierno
El gobierno del municipio le corresponde al Ayuntamiento, que de acuerdo con el Código Municipal el vigor está integrado por el presidente municipal, el síndico y un cabildo integrado por cinco regidores electos por el principio de mayoría relativa. En adición son electos regidores por el principio de representación proporcional.
Todos son electos mediante el voto libre, directo y secreto para un periodo de tres años y con posibilidad de ser reelectos para un segundo periodo inmediato y de igual duración. Todos entran a ejercer su cargo el día 10 de octubre del año de su elección.

### División administrativa
El municipio de Batopilas se divide en 4 secciones municipales que son: Cerro Colorado, Polanco, Yoquivo y San Ignacio.

### Representación legislativa
Para la elección de diputados locales representantes de la población en el Congreso de Chihuahua y diputados federales integrantes de la Cámara de Diputados de México, el municipio de Batopilas se encuentra integrado en los siguientes distritos electorales:
Local:
- Distrito electoral local 22 de Chihuahua con cabecera en Guachochi.

Federal:
- Distrito electoral federal 9 de Chihuahua con cabecera en Hidalgo del Parral.

### Presidentes municipales
- (1986 - 1989): Eutimio Loya Gil
- (1989 - 1992): Emilio Bustillos Manjarréz
- (1992 - 1995): Francisco Báez
- (1995 - 1998): Emilio Bustillos Manjarréz
- (1998 - 2001): Benjamín Hernández Vázquez
- (2001 - 2004): Emilio Bustillos Manjarréz
- (2004 - 2007): Jesús Salvador Hernández Vega
- (2007 - 2010): Emilio Bustillos Manjarréz
- (2010 - 2013): Leonel David Hernández Vega
- (2013 - 2016): Emilio Bustillos Manjarréz
- (2016 - 2018): Israel Varela Ordóñez
- (2018 - 2021): Israel Varela Ordóñez
- (2021 - 2024): Eduardo Aarón Ruelas Fernandez